# 동티모르 국가 올림픽 위원회
동티모르 국가 올림픽 위원회(포르투갈어: Comité Olímpico Nacional de Timor-Leste, 영어: National Olympic Committee of Timor-Leste)는 동티모르를 대표하는 국가 올림픽 위원회이다. IOC 코드는 TLS이다. 본부는 딜리에 있으며 아시아 올림픽 평의회에 소속되어 있다.
2003년에 설립했으며 같은 해에 국제 올림픽 위원회의 승인을 받았다. 올림픽, 아시안 게임, 동남아시아 경기 대회, 루소포니아 경기 대회를 비롯한 국제 스포츠 대회에 참가하는 동티모르의 선수들을 대표한다.

## 같이 보기
- 올림픽 동티모르 선수단